# Eryngium pinnatifidum
Eryngium pinnatifidum es una especie de hierba perteneciente a la familia Apiaceae la cual es un endemismo del sudoeste de Australia Occidental.

## Descripción
Crece hasta un tamaño de 50 cm de altura y produce flores de color azul o blanco entre agosto y noviembre (finales del invierno hasta finales de primavera) en su área de distribución natural. También es comúnmente visto en Victoria.

## Taxonomía
Eryngium pinnatifidum fue descrita por Alexander G. von Bunge y publicado en Plantae Preissianae 1: 293, en 1845.
Etimología
Eryngium: nombre genérico que probablemente hace referencia a la palabra que recuerda el erizo: "Erinaceus" (especialmente desde el griego "erungion" = "ción"), sino que también podría derivar de "eruma" (= protección), en referencia a la espinosa hojas de las plantas de este tipo.
pinnatifidum: epíteto